# 톰 존슨
토머스 재스퍼 "톰" 존슨(Thomas Jasper "Tom" Johnson, 1923년 1월 11일 – 2012년 3월 13일)은 망원경을 제조하는 회사인 셀레스트론(Celestron)을 설립한 미국 전자 엔지니어이자 천문학자로 아마추어 천문학 산업과 망원경 취미에 혁명을 일으켰다고 평가받는 인물이다.스카이 엔 텔레스코프(Sky & Telescope) 잡지는 그를 '아마추어 천문학의 지난 반세기를 형성하는데 가장 중요한 인물들중 한명'으로 언급하고있다.

## 같이 보기
- 헨리에타 스완 레빗